# Anyphaena dixiana
Anyphaena dixiana là một loài nhện trong họ Anyphaenidae.
Loài này thuộc chi Anyphaena. Anyphaena dixiana được miêu tả năm 1929 bởi Ralph Vary Chamberlin & Woodbury.